# Schloss Glücksburg (Römhild)

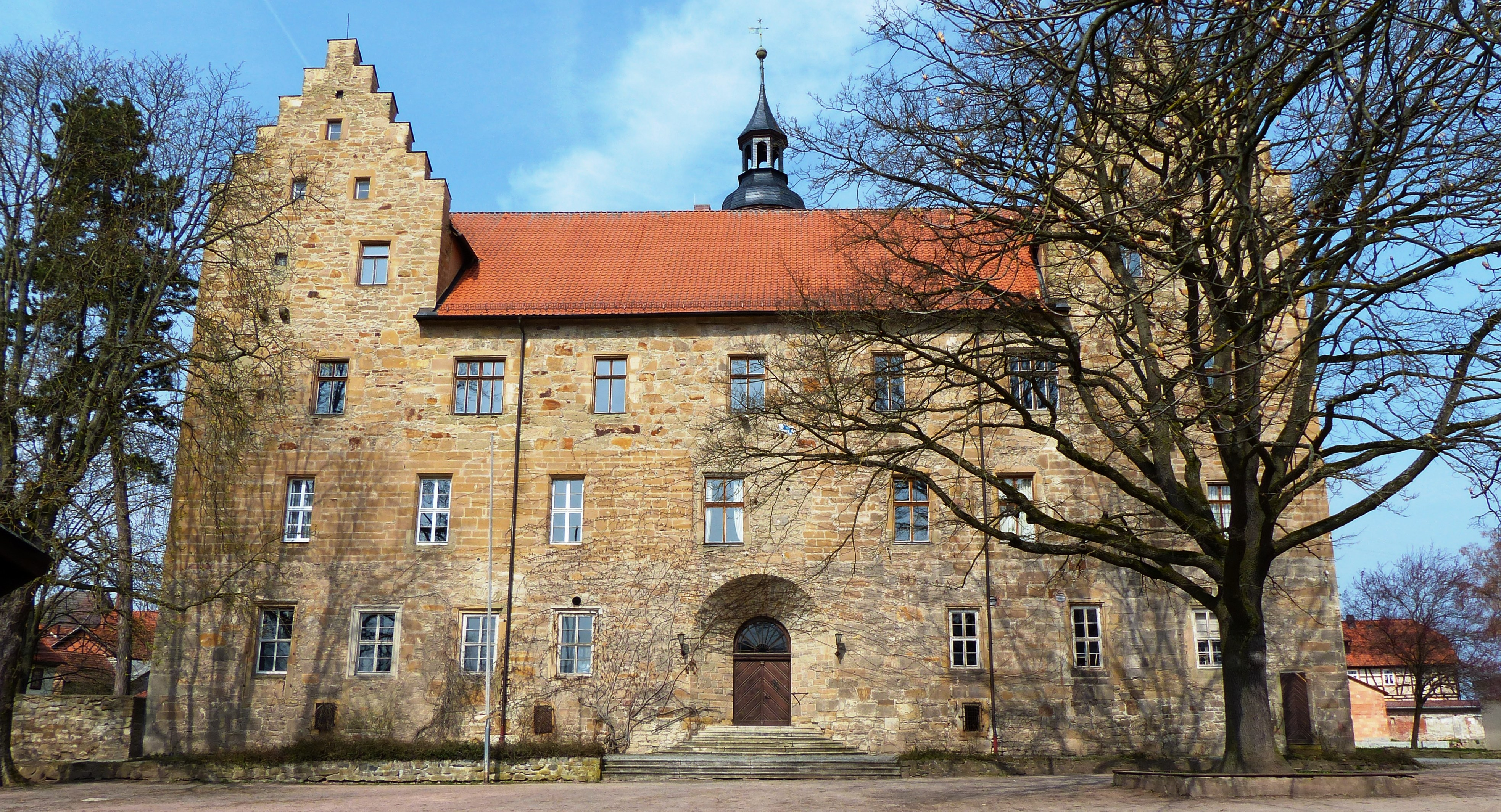
Schloss Glücksburg Außenhof

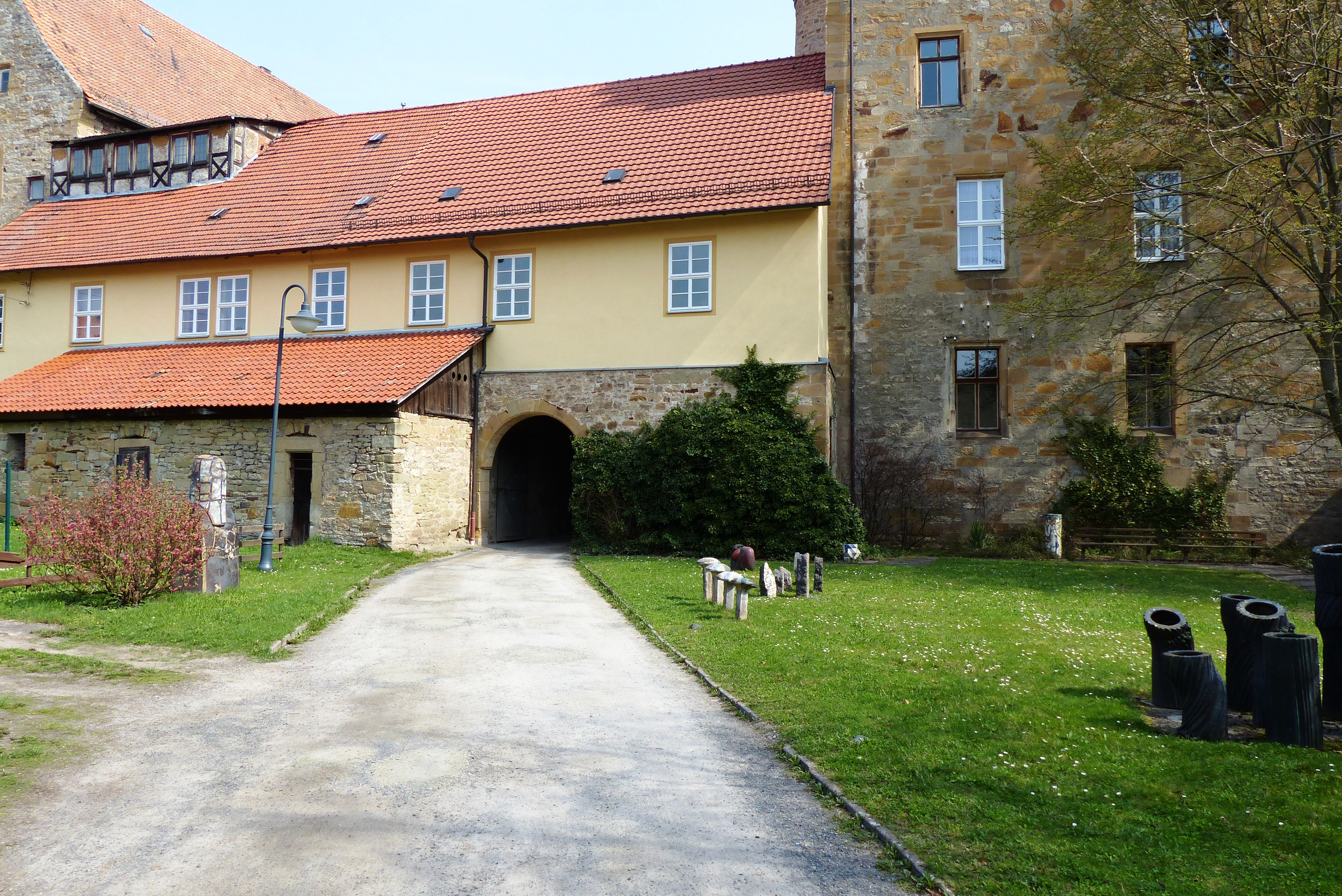
Keramikgarten Schloss Glücksburg

Die Glücksburg ist ein im 18. Jahrhundert vollendetes Schloss mit zwei Innenhöfen. Es befindet sich im nördlichen Teil der Altstadt von Römhild, Griebelstraße 28.

## Geschichte
Residenz Henneberg-Römhild:
Das Schloss wurde 1465 durch Graf Friedrich II. der Linie Henneberg-Aschach von (1465–1488) erbaut, der seine Residenz von der Burg auf dem Hartenberg (die Hartenburg) in die Mauern der Stadt verlegte. Vermutlich gab es an dieser Stelle eine Niederungsburg als Vorgängerbau. Das noch im Baustil der Spätgotik errichtete Wohnschloss wurde 1491 durch Friedrichs Sohn und Nachfolger Graf Hermann VIII. (1488–1535) vollendet. 1539 forderte ein Brand den Neubau des Schlosses (1540 bis 1546). Die Römhilder Grafen standen infolge der beiden Bauvorhaben bald am Rande des finanziellen Ruins. Das Schloss war im Erbgang die Residenz der Grafen von Henneberg der Linie Henneberg-Aschach-Römhild bis zum Aussterben der Römhilder Linie 1549.
Residenz Sachsen-Römhild:
Von 1676 bis 1710 war das Schloss Residenz des in der Folge der ernestinischen Erbteilung entstandenen Herzogtums Sachsen-Römhild. Die Namensgebung „Glücksburg“ erfolgte im Jahr 1680 durch Heinrich von Sachsen-Römhild.
Dieser erweiterte die Vorgängeranlage um einen zweiten Innenhof. Der umgehende Burggraben wurde verfüllt, ein barocker Schlossgarten angelegt und hierfür die direkt angrenzende Stadtmauer verkleinert und geschleift. In diesem Garten wurden nach barocker Tradition eine Grotte, ein Lustschlösschen „Elisabethenlust“, ein Gärtnerhaus und eine Orangerie errichtet. Der ursprüngliche Schlosspark reichte von der Stadtmauer auf voller Länge bis an das Flüsschen „Spring“ (heute ist noch ca. ein Sechstel davon erhalten). 1715 verstarb die Herzogin Elisabeth.
Witwensitz:
Mit dem Erlöschen dieser ernestinischen Seitenlinie fielen Stadt und Amt Römhild zu einem Drittel an Sachsen-Coburg-Saalfeld und zu zwei Dritteln zu Sachsen-Meiningen. 
Etwas höfisches Leben zog wieder ein, als die Witwe des Meininger Herzogs Ernst Ludwig, Elisabeth Sophie von Brandenburg das Schloss von 1724 bis 1748 als Witwensitz wählte. Sie ließ im Hinterschloss den heutigen Festsaal und weitere Zimmer mit aufwändigen Stuckdecken ausstatten. Auch die Schloßkirche, das heutige Keramik-Atelier wurde erneuert.
Auch Sofia von Schwarzburg-Rudolstadt nutzte das Schloss bis 1780 als Witwensitz.
Weltliche Nachnutzung:
Im Jahre 1826 nach dem vollständigen Anschluss des Amtes und der Stadt Römhild an das Herzogtum Sachsen-Meiningen wurde das Schloss restauriert. Es erfolgten kleinere Umbauten für die Neunutzung als Amtsgebäude. Amtsgericht, Steuer- und Forstamt, Zentralsparkasse, Grundbuch- und Katasteramt waren hier angesiedelt. Am 17. August 1884 wurde im hinteren Teil das erste deutsche Kriegerwaisenheim eingeweiht. Bis 1948 gab der Deutsche Kriegerbund und später der Kyffhäuserbund jährlich etwa 100 Waisen und Halbwaisen ein neues zu Hause. Bis 1961 war der Jugendwerkhof „Rudolf Harbig“ hier untergebracht, danach folgte die Nutzung als Kasernenobjekt für die Grenztruppen der DDR.
Die sich um zwei rechteckige Innenhöfe gruppierende kompakte Schlossanlage beherbergt heute die Verwaltung der Stadt Römhild und ein Museum mit mehreren Spezialsammlungen.

## Museum
Fast das gesamte Hinterschloss und Teile der ehemaligen Schlosskirche werden heute museal genutzt. Das Museum präsentiert folgende Sammlungen und Ausstellungen:
- Sammlung Internationales Keramiksymposium Römhild: Moderne Keramikkunst seit 1975
- Ausstellung zur Schloss- und Stadtgeschichte
- Spielzeug- und Puppen-Ausstellung
- Antikensammlung von Pierre Mavrogordato[1]
- Künstlerpuppen von Erato Mavrogordato
- Volkskundliche Sammlung von Walter Hönn: Systematisch aufgebaute Schausammlung von Arbeitsgeräten und Werkzeugen aus dem ländlichen Handwerk und Gewerbe der Stadt Römhild und ihrer Region